# Resolució 934 del Consell de Seguretat de les Nacions Unides
La Resolució 934 del Consell de Seguretat de les Nacions Unides fou adoptada per unanimitat el 30 de juny de 1994. Després de reafirmar les resolucions 849 (1993), 854 (1993), 858 (1993), 876 (1993), 881 (1993), 892 (1993), 896 (1994), 901 (1994) i 906 (1994), el Consell va assenyalar les converses entre Abkhàzia i Geòrgia i va ampliar el mandat de la Missió d'Observació de les Nacions Unides a Geòrgia (UNOMIG) fins al 21 de juliol de 1994.
El Consell va prendre nota amb satisfacció de l'assistència proporcionada per la Comunitat d'Estats Independents a la zona de conflicte en coordinació amb la UNOMIG. Es va demanar al Secretari General que informés sobre les discussions entre la UNOMIG, les parts i la força de manteniment de la pau de la CEI per coordinació entre una UNOMIG ampliada i la força de manteniment de la pau de la CEI. També es consideren les recomanacions relatives a l'expansió de la UNOMIG.
La resolució va reconèixer l'Acord d'Alto el Foc i Separació de Forces realitzat a Moscou el 14 de maig de 1994.